# Medetera perfida
Medetera perfida är en tvåvingeart som beskrevs av Octave Parent 1932. Medetera perfida ingår i släktet Medetera och familjen styltflugor. Inga underarter finns listade i Catalogue of Life.